# Sparkasse Kiel

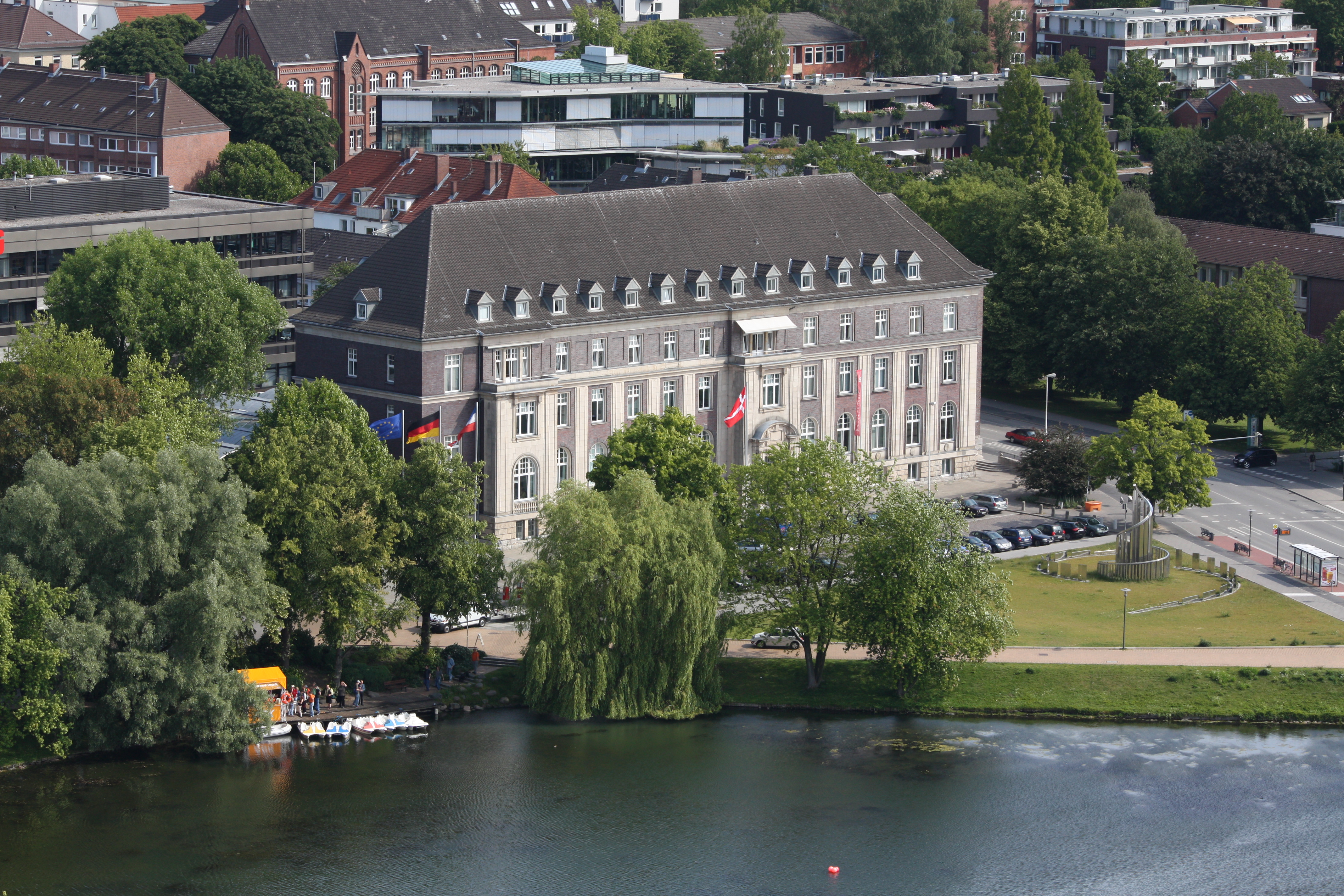
Hauptsitz

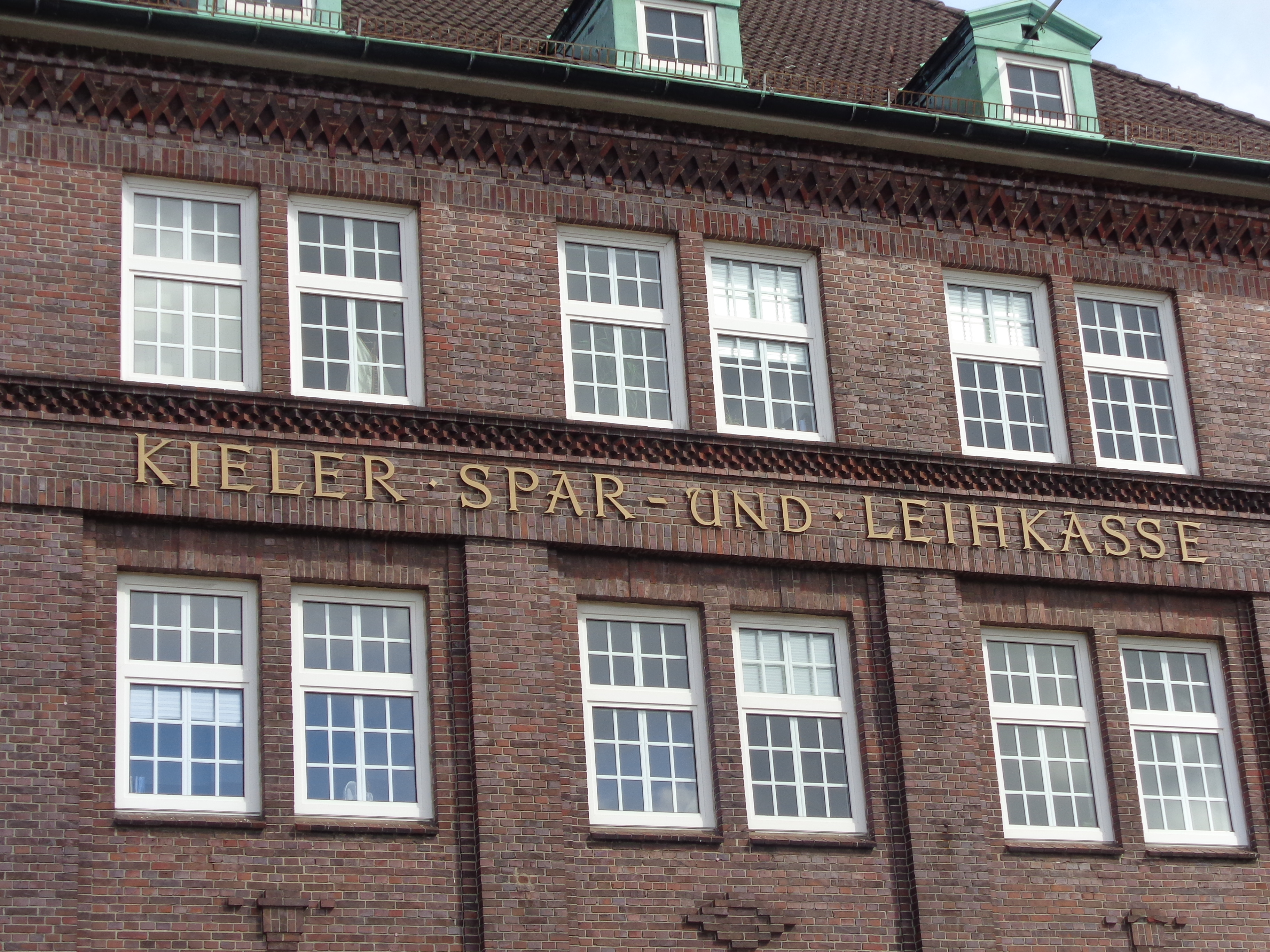
Ehemaliges Gebäude der Kieler Spar- und Leihkasse in Wellingdorf

Die Sparkasse Kiel war eine öffentlich-rechtliche Sparkasse mit Sitz in Kiel. Sie war vor ihrer Fusion zur Förde Sparkasse die älteste Sparkasse Schleswig-Holsteins. Ihr Geschäftsgebiet war das Stadtgebiet von Kiel.

## Geschichte
1796 wurde die Kieler Spar- und Leihkasse von der Gesellschaft der freiwilligen Armenfreunde gegründet. Der Hauptsitz war am Kleinen Kiel. Dies war die Vorläuferorganisation der Sparkasse Kiel.
Die Sparkasse Eckernförde, die Sparkasse Kiel und die Sparkasse Kreis Plön fusionierten mit Wirkung vom 1. Januar 2007 zur Förde Sparkasse. Vor ihrer Fusion belegte die Sparkasse Kiel mit einer Bilanzsumme von 3,21 Mrd. Euro, 758 Mitarbeitern und 28 Geschäftsstellen Rang 83 von insgesamt 457 Sparkassen in der Sparkassenrangliste 2006. Sie gehörte dem Sparkassen- und Giroverband für Schleswig-Holstein an.

## Weblinks

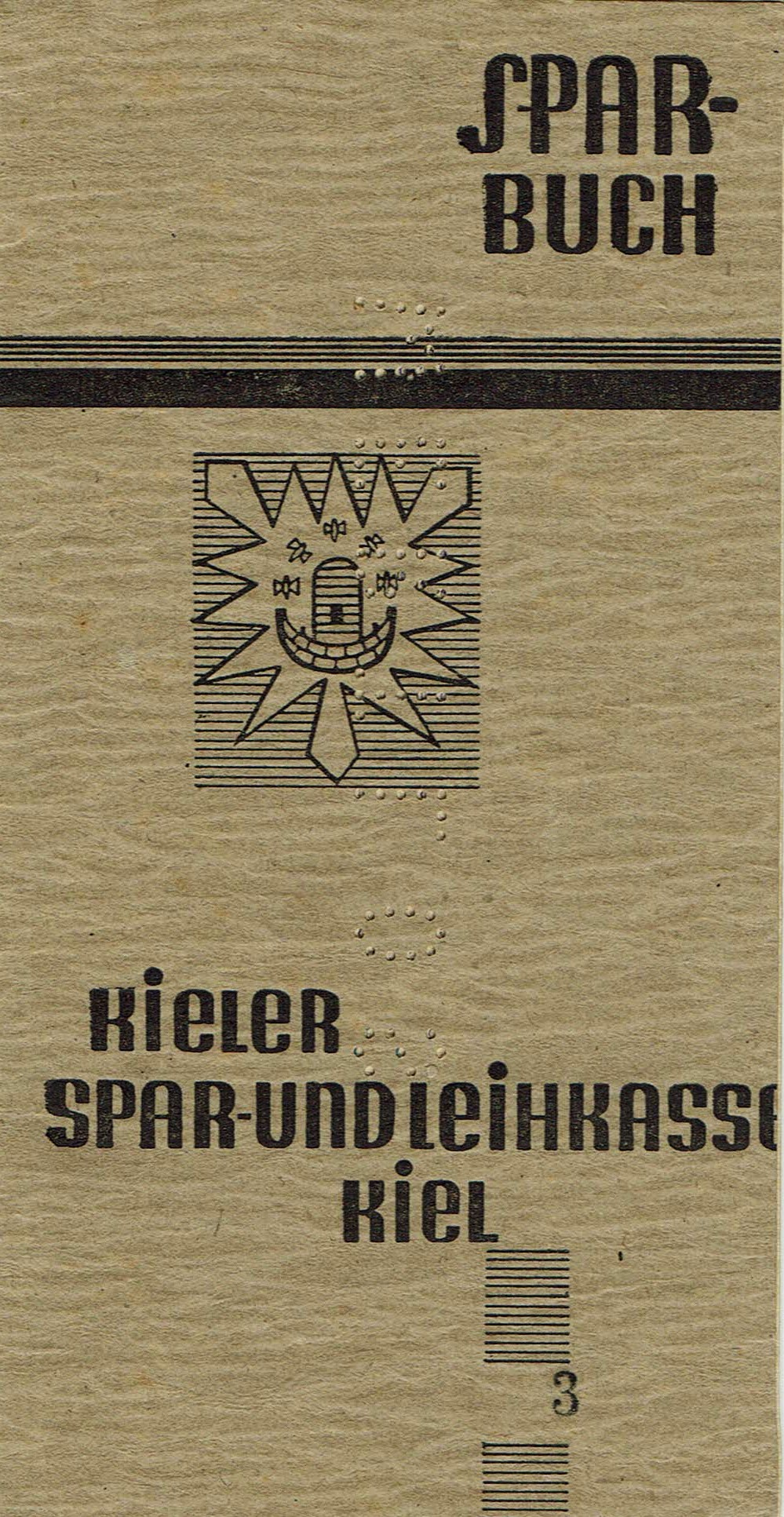
Sparbuch der Kieler Spar- und Leihkasse von 1947